# Собор Святого Петра (Болонья)
Собор Святого Петра (Болонья)  (італ. Cattedrale di San Pietro (Bologna)) — барокова церква в місті Болонья зі значною історією побутування і численними змінами архітектури та декору.

## Бароковий головний фасад (пізній)
Головний фасад існуючого собору виконаний у стилі розвиненого римського бароко. Фасад доволі стриманий і розділений на два яруси, що не відповідають внутрішній структурі храму. Нижній ярус симетричний, розділений на п'ять секцій, лише три секції мають вхідні портали. Архітектурний акцент створений на центральному порталі, що вищий за бічні, прикрашений складним фронтоном, середина котрого прикрашена гербом папи римського Бенедикта XIV.
Яруси фасаду розділені декількома горизонтальними архітектурними смугами. Лише верхній ярус головного фасаду має єдине велике вікно в центрі і має лише три секції. Ліворуч на окремому п'єдесталі встановлена скульптура Св. Петра з ключами від раю (скульптор Агостіно Корсіні). Симетрично на фасаді розташована фігура Св. Павла роботи скульптора з Фландрії Пітера Вершафа, творена близько 1750 року.

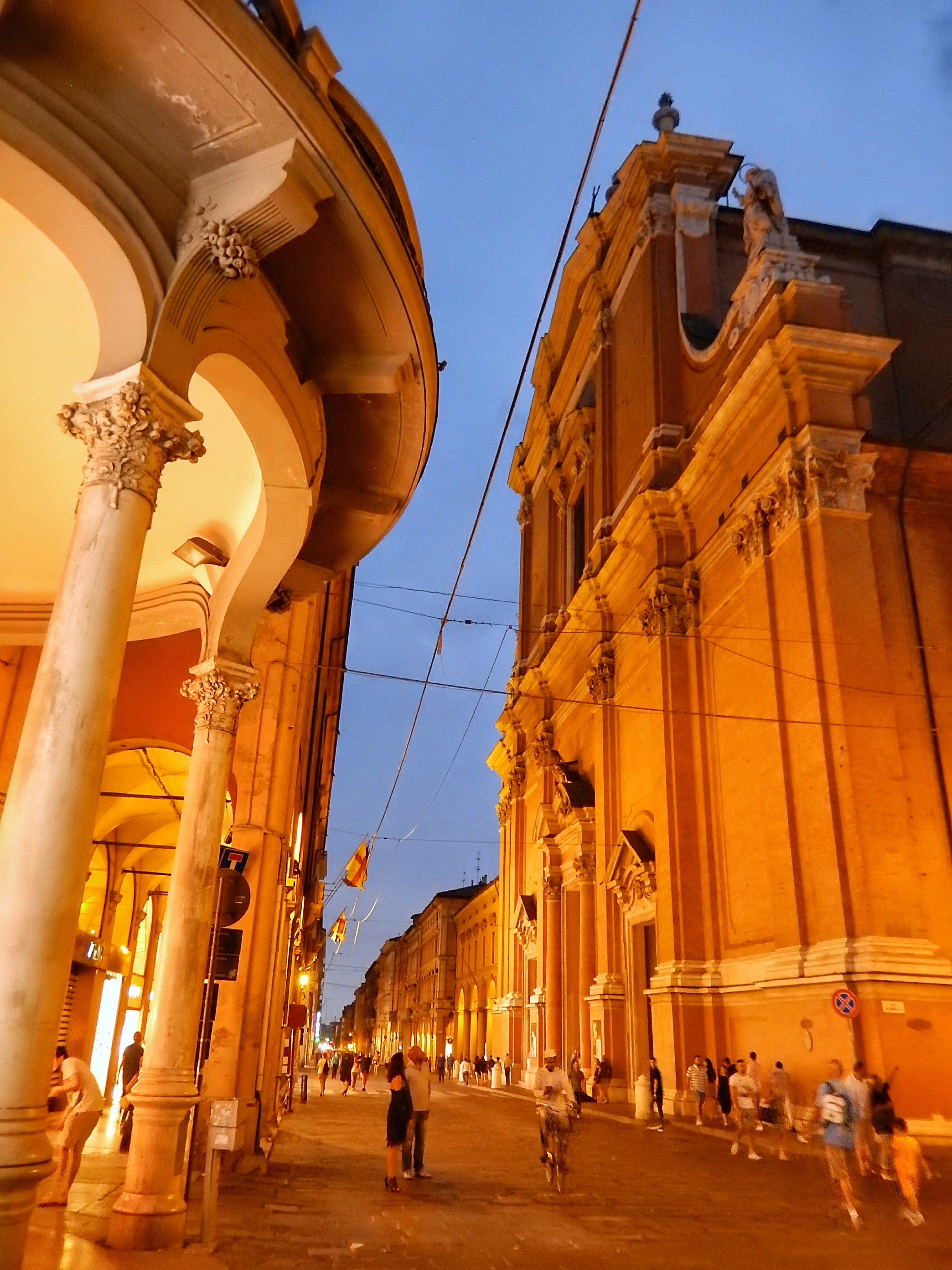
Собор Св. Петра, Болонья, вуличний фасад, фото 2018 р.
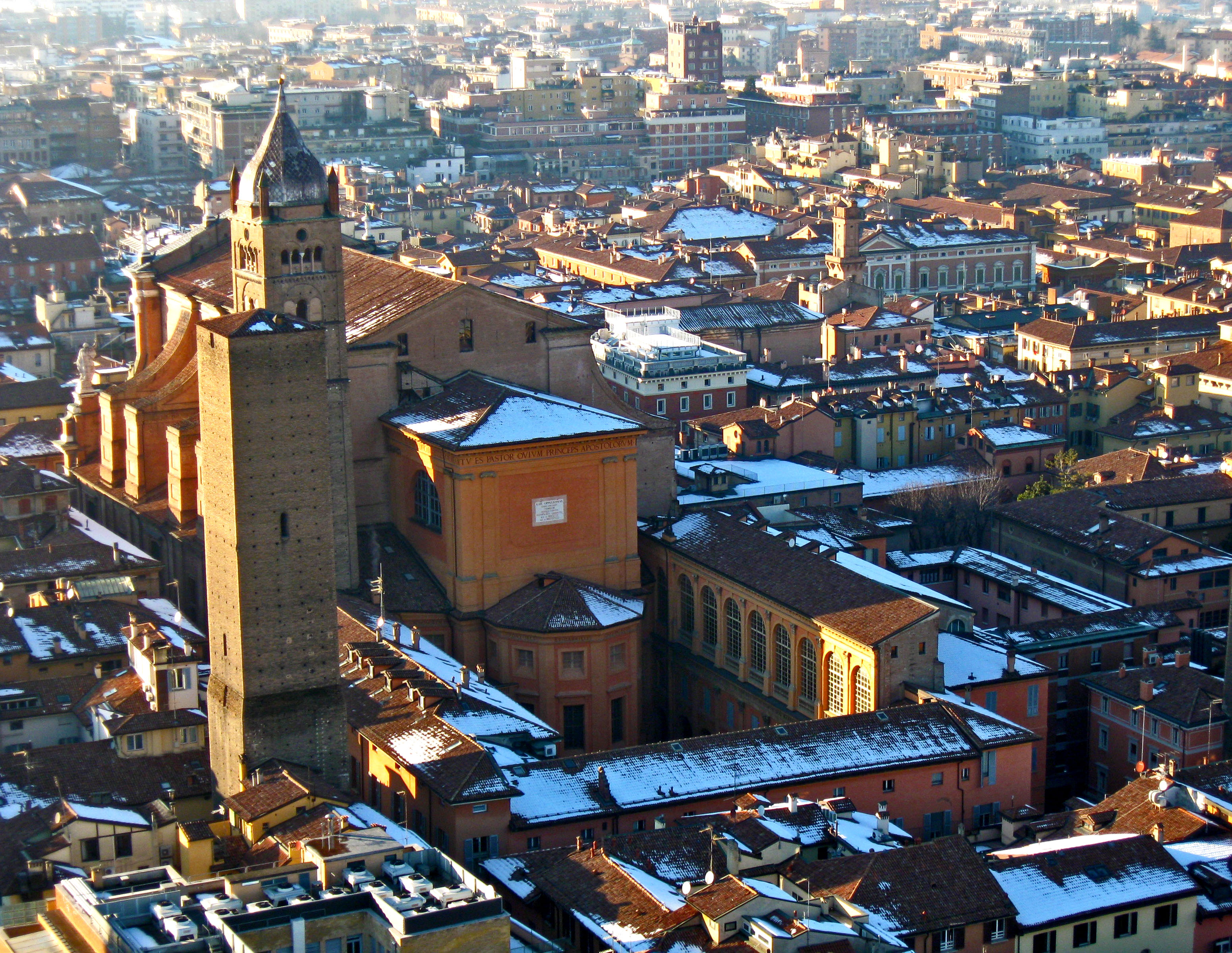
Собор Св. Петра, Болонья, фасад з бокуапсиди та болонської похиленої вежі Азінеллі, фото 2015 р.
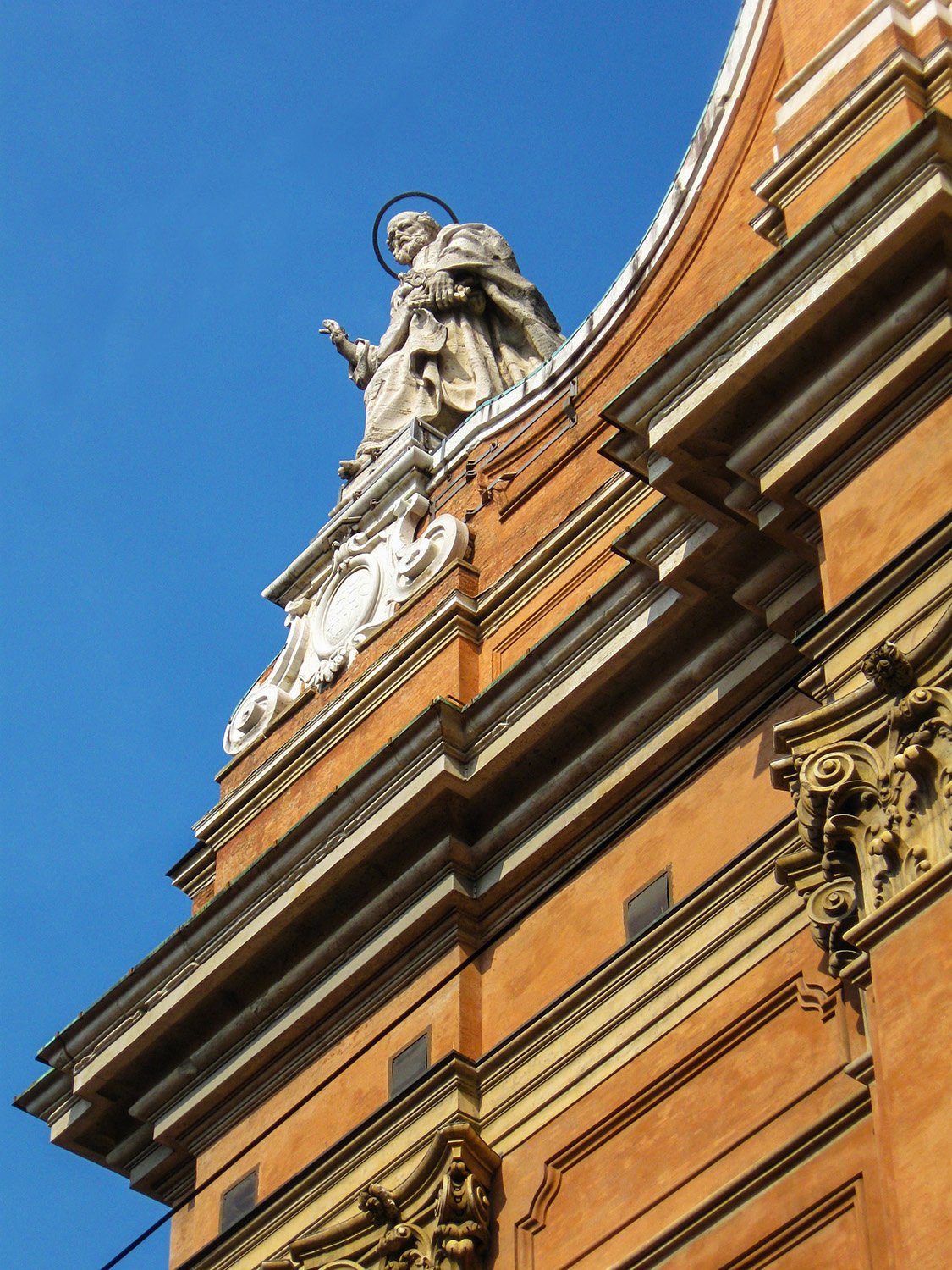
Собор Св. Петра, Болонья, апостол Петро на головному фасаді
Собор Св. Петра, Болонья, фото 2008 р.

## Органи собору

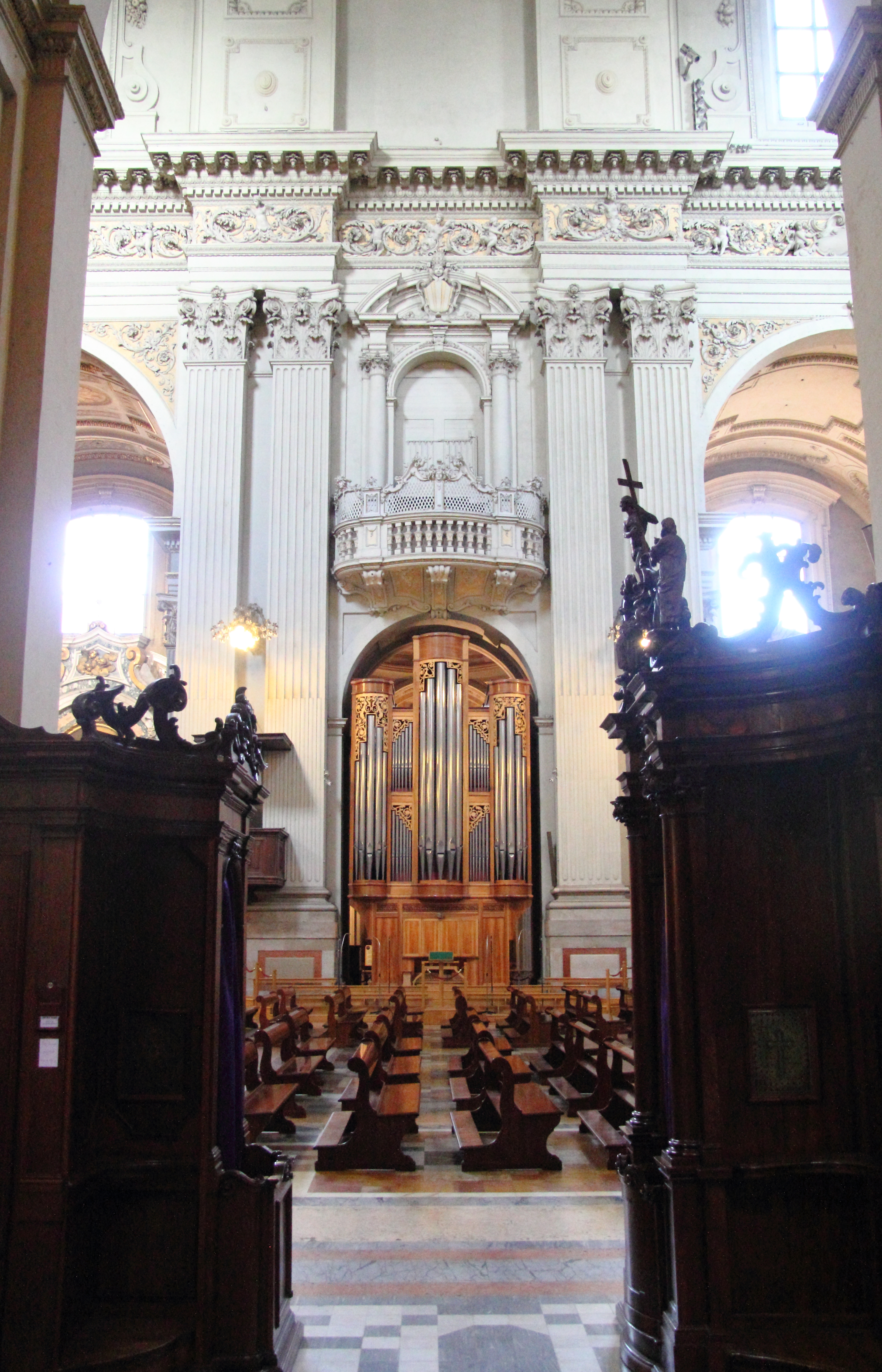
Один з органів собору св. Петра в Болоньї. Фото 2014 р.

Собор св. Петра в Болоньї має три органи. Головним серед них вважають музичний інструмент, побудований у період 1925-1929 рр. органним майстром Джузеппе Ротеллі з Кремони і має п'ятдесят (50) регістрів і педаль. Цей інструмент наслідував місце органу, створеного ще у 1637 - 1641 рр. майстрами Вінченцо Сормані та  Джованні Баттіста Греппі. Орган практично не діє і на початок 21 ст. потребує відновлення.
Свій орган має крипта собору, він створений Антоніо Бартолотті у 1785 р.
Нині діючий, третій орган створили у період  1997 - 2000 рр.

## Інтер'єри. Собор Святого Петра (Болонья)

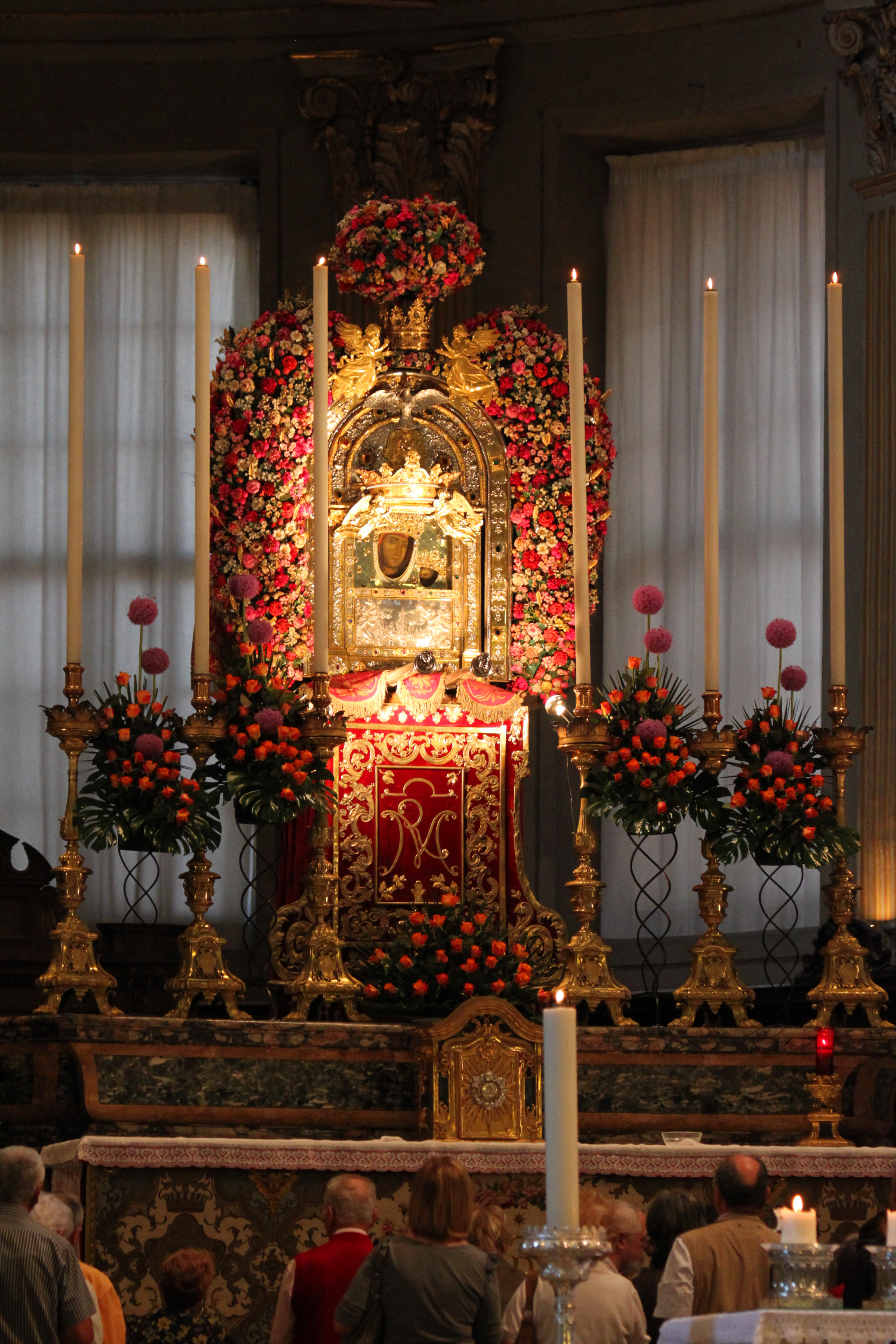
Вівтар з так званою Мадонною Життєдайною (за церковною легендою створена євангелістом Св. Лукою )
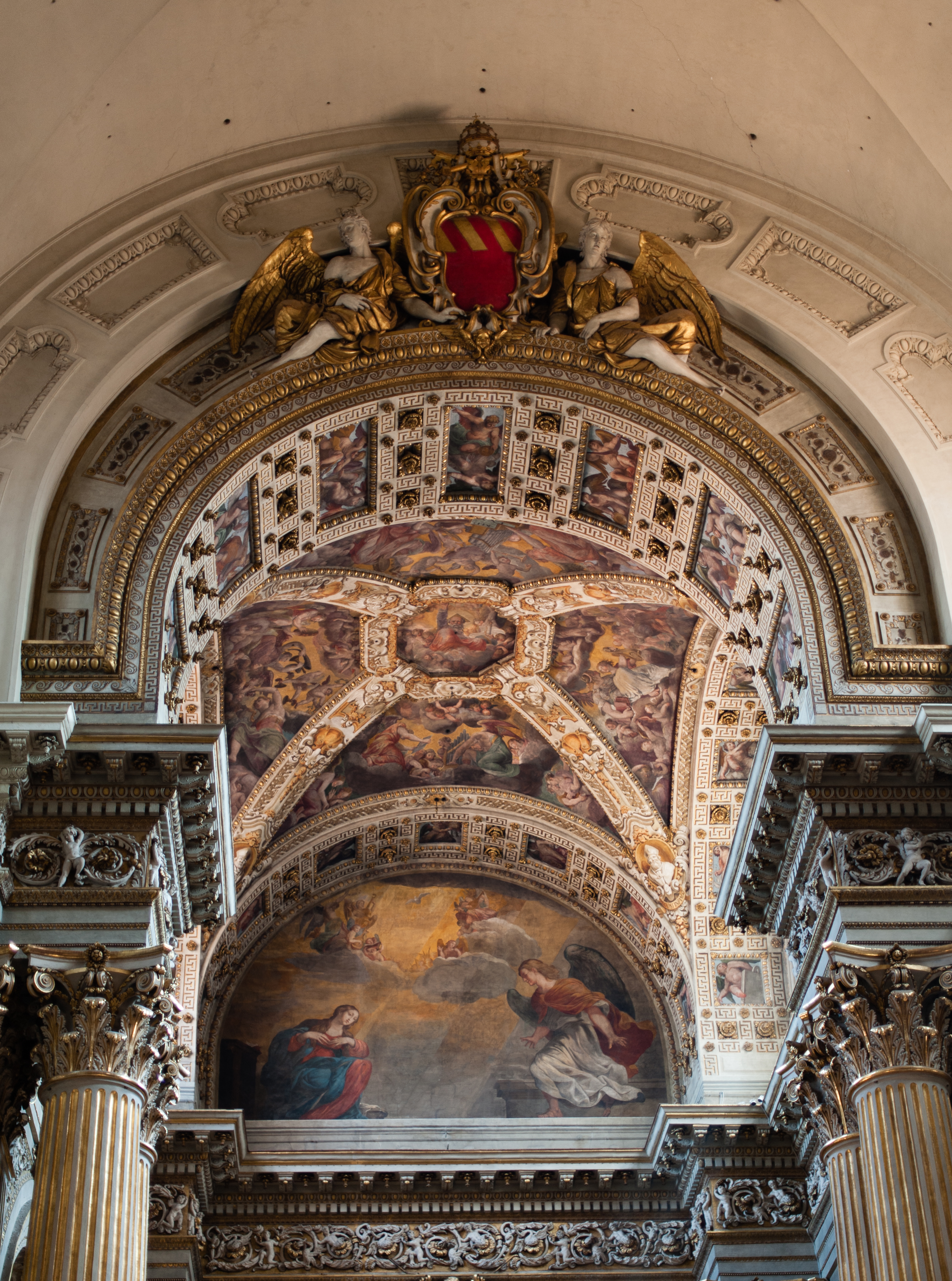
Собор Святого Петра (Болонья). Декор склепіння і фреска Благовіщення роботи Лодовіко Карраччі, фото 2016 р.
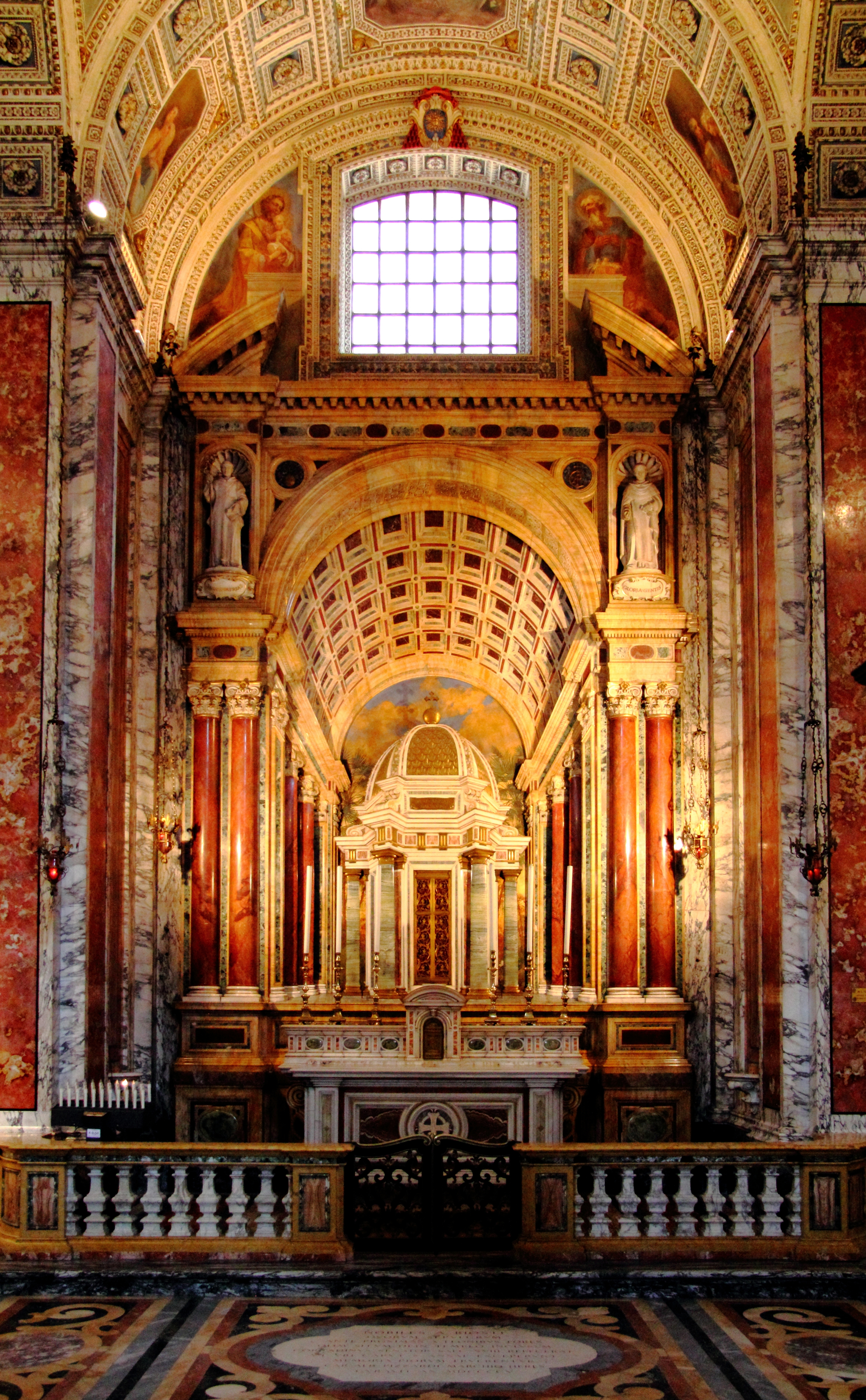
Собор Святого Петра (Болонья). Декор бічної каплиці в стилі римського бароко
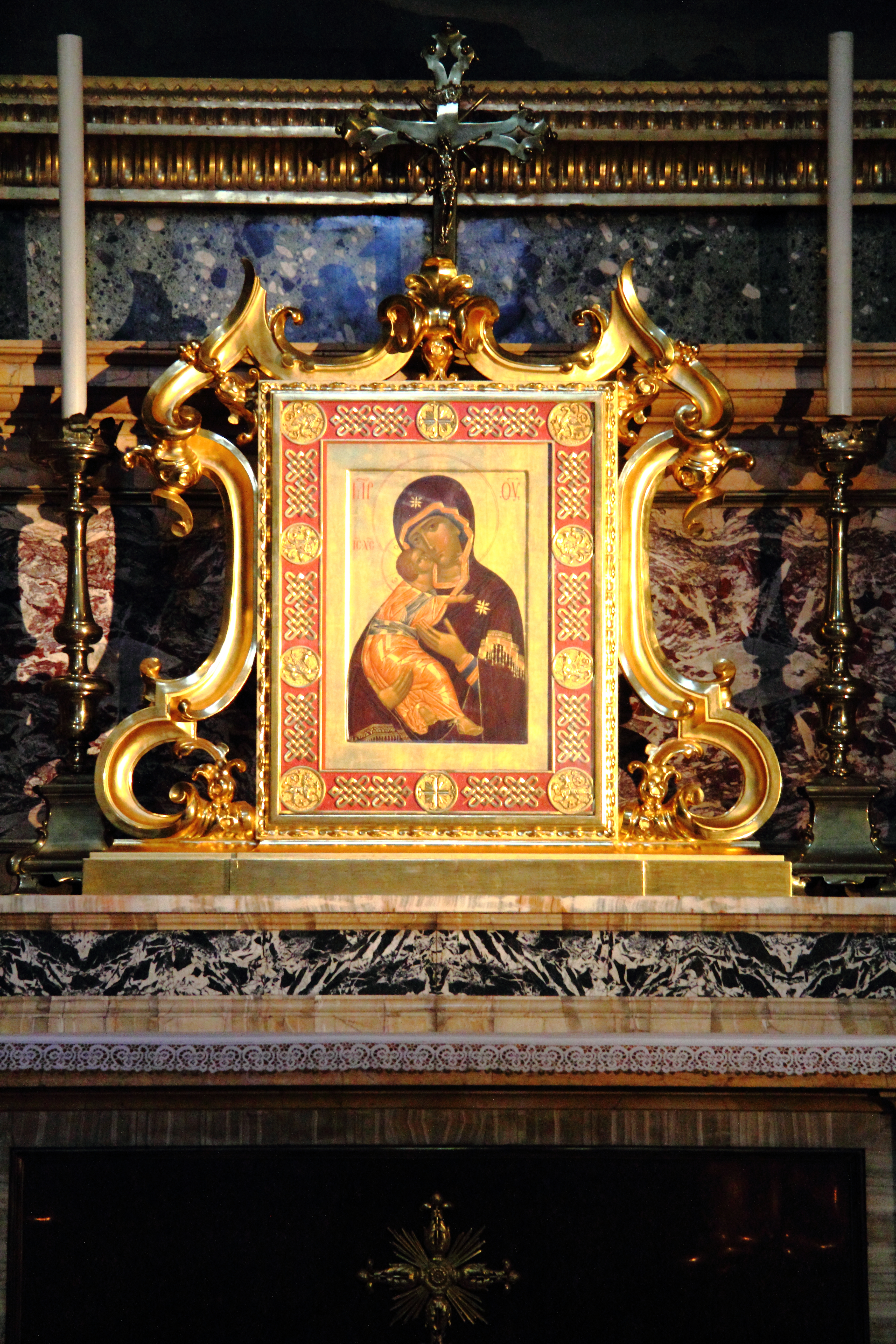
Собор Святого Петра (Болонья). Копія Вишгородської ікони Божої Матері, фото 2014 р.